# Hippichthys penicillus
Hippichthys penicillus är en fiskart som först beskrevs av Theodore Edward Cantor 1849.  Hippichthys penicillus ingår i släktet Hippichthys och familjen kantnålsfiskar. IUCN kategoriserar arten globalt som livskraftig. Inga underarter finns listade i Catalogue of Life.